# Prokulus von Verona

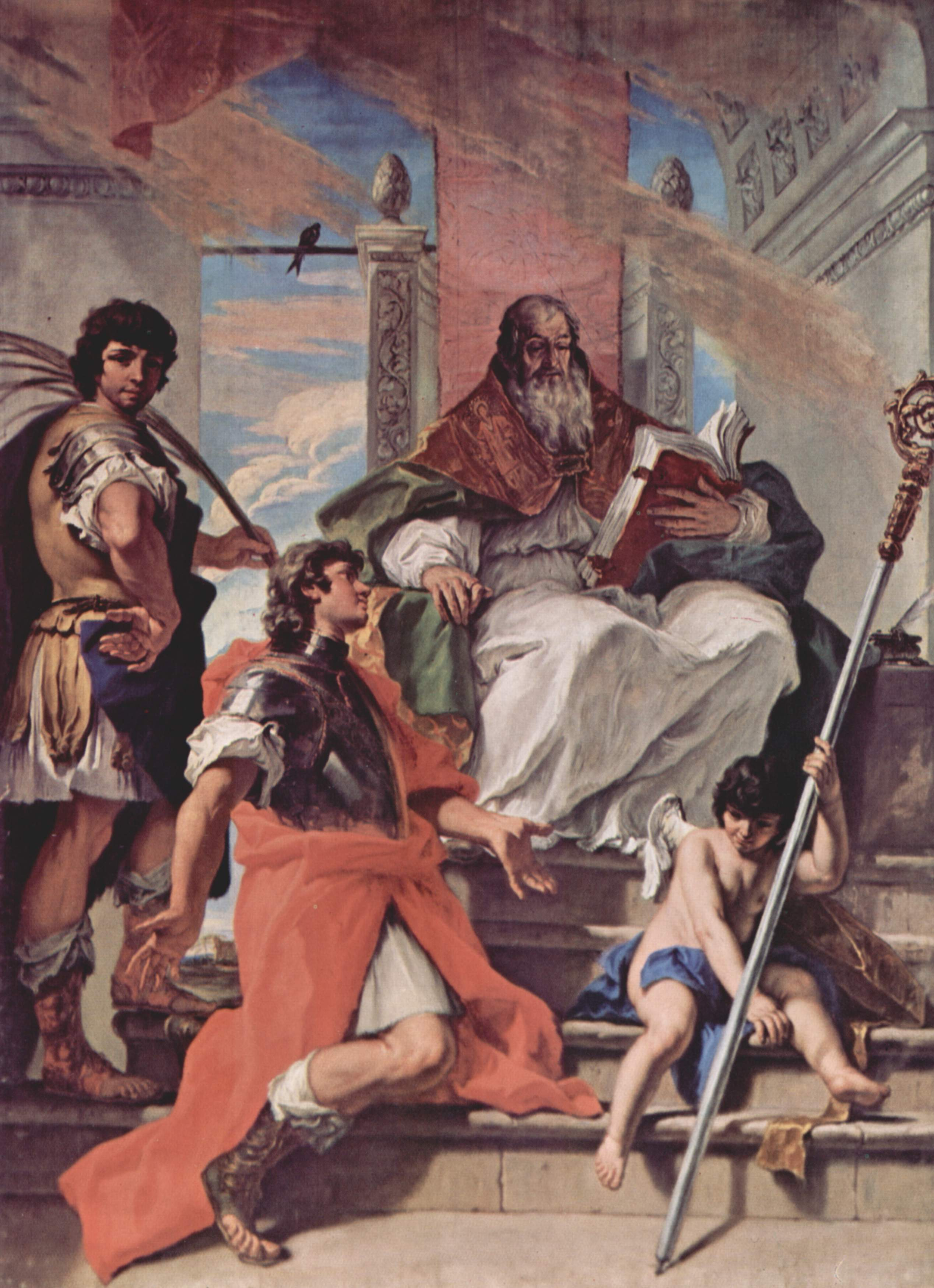
San Procolo (1704) von Sebastiano Ricci

Der hl. Prokulus (italienisch San Procolo) († um 320) war der vierte Bischof von Verona; er überlebte die diokletianische Christenverfolgung. Nach Gefangennahme und Vertreibung aus Verona kehrte er im hohen Alter zurück und starb in Verona eines natürlichen Todes. Seine Reliquien lagern dort in der Kirche San Procolo.

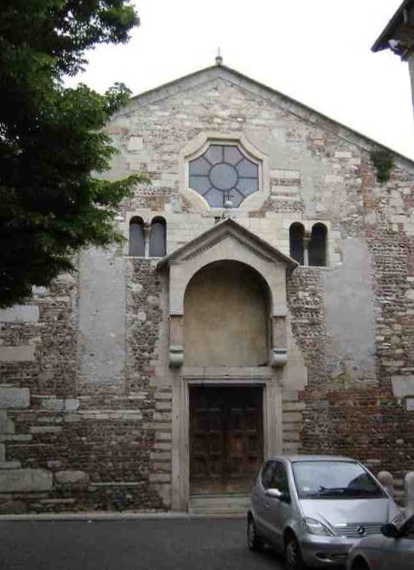
Kirche des hl. Prokulus (neben San Zeno Maggiore)

## St. Prokulus in Naturns
In Naturns im Vinschgau in Südtirol befindet sich die Kirche St. Prokulus (Naturns) mit frühkarolingischen Fresken aus der Zeit um 800 nach Christus zu seinem Leben und Wirken. Diese Fresken gelten als die ältesten im deutschen Sprachraum. Sie zeigen unter anderem vermutlich den Bischof Prokulus auf einer Schaukel und – ebenso ungewöhnlich für eine christliche Kirche – einen Hund, der eine Herde Rinder anführt.

## Gedenktag
Der Gedenktag des heiligen Prokulus wird am 9. Dezember gefeiert. Am 23. März feierte die Kirche nach dem alten veronesischen Kalender das Fest des Hl. Prokulus, Bischof von Verona.